# トウゴクサバノオ
トウゴクサバノオ（東国鯖の尾、学名：Dichocarpum trachyspermum）は、キンポウゲ科シロカネソウ属の二年草。別名、オオヤマシロカネソウ。

## 特徴
植物体全体に無毛で繊細である。ほとんど発達しない短い根茎があり、根はひげ状になる。茎は高さ5-30cmになり、1株から3-4本が出て斜めに立ち上がり、上部は多少とも分枝する。基部から数個の長い葉柄のある根出葉をだして、3-5小葉からなる鳥足状複葉になり、頂小葉は扇形から広卵形になって、長さ幅は0.5-2cmになる。根出葉の葉柄の基部は、卵形の鞘状になって大きく広がる。茎につく葉は対生し、頂小葉は扇形から広卵形で、長さ幅ともに0.5-2cm、縁はあらい鋸歯縁、基部は円形からくさび形となり、短い葉柄の基部の鞘は合着する。
花期は4-5月。茎先に径5-10mmの黄白色から黄緑色の花が1-2個、やや垂れ下がって咲く。花柄は細く、長さ0.5-3cmになる。花弁状の萼片は5個で、楕円形で長さ4-8mm、幅2-4mmになり、全開はしない。萼片の内側に小さな花弁が5個あり、花弁の舷部はオレンジ色で幅の広い軍配形、蜜腺があって蜜を分泌し、直立するか内曲し、その柄は黄白色になる。雄蕊は15個ほどあり、長さ3-5mm、葯は白色。雌蕊は2個。果実は袋果で長さ0.9cmになり、基部で2個が合着して広がり魚の尾のように見える。種子は径1mmの球形で、小さな突起があり光沢がない。
茎の基部の鱗片に閉鎖花をつける。

## 分布と生育環境
日本固有種。本州の岩手県以南、四国、九州に分布し、温帯林の沢沿いなどやや湿った林床に生育する。

## 名前の由来
和名のトウゴクサバノオは「東国鯖の尾」の意で、関東地方に生えるサバノオの意味であるが、分布は関東地方より西の本州、四国、九州まで分布している。また、サバノオは、花後の果実がＴ字状になるのを、鯖の尾に見立てたもの。
種小名 trachyspermum は「ざらざらした種子の」の意味。

## ギャラリー

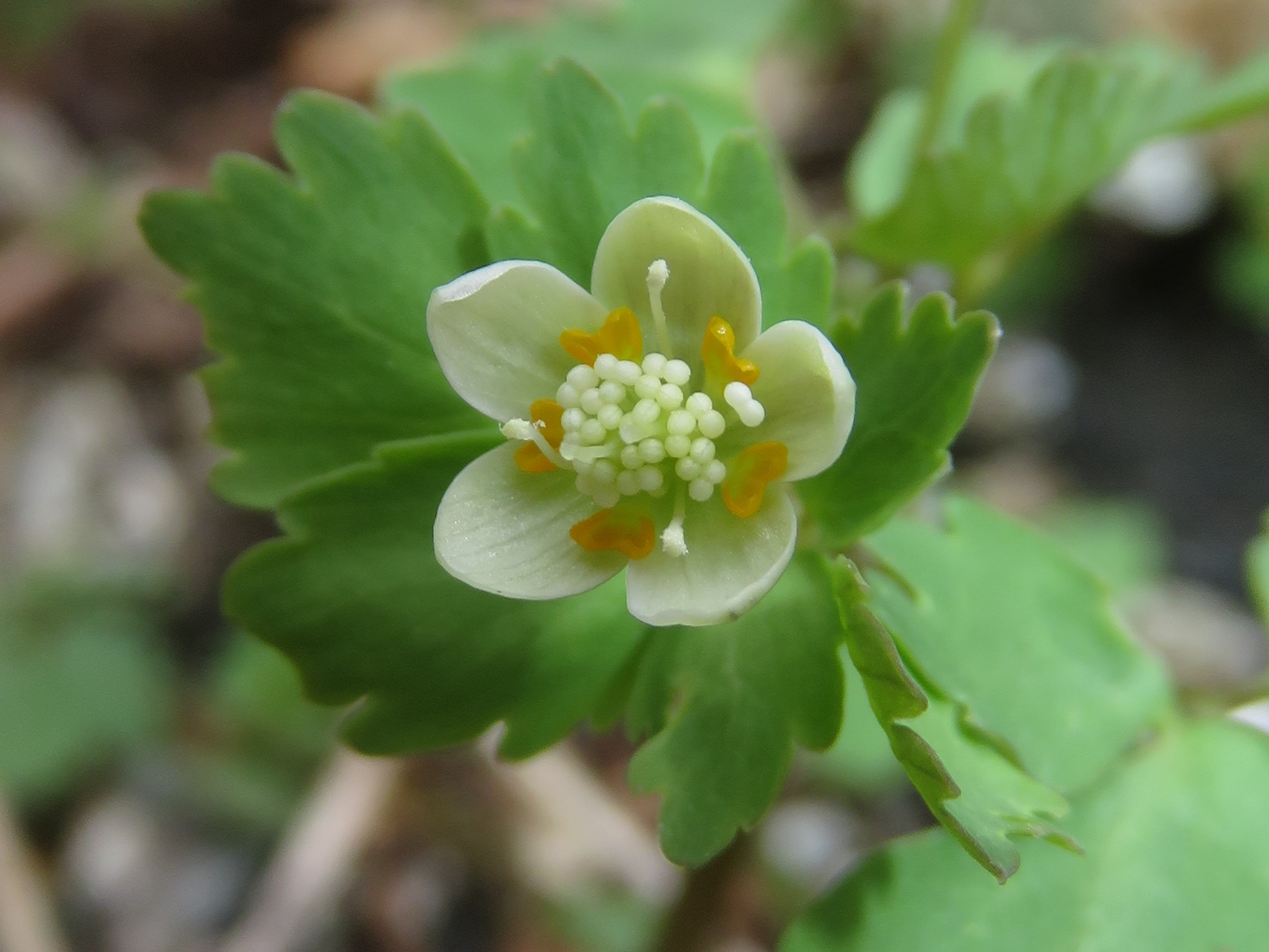
花弁状のものは萼片で、花弁は内側のオレンジ色のもの。
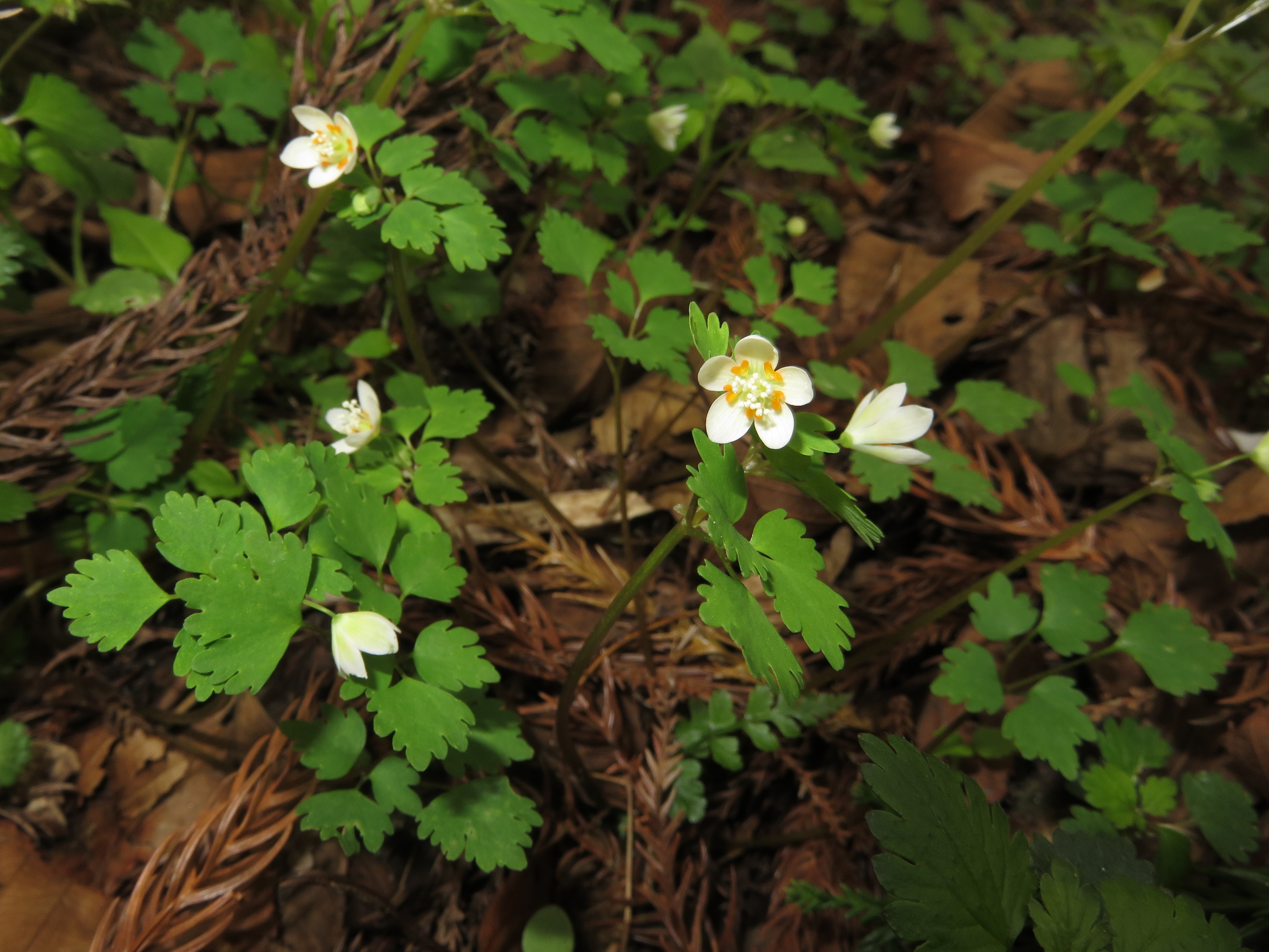
花は全開しない。
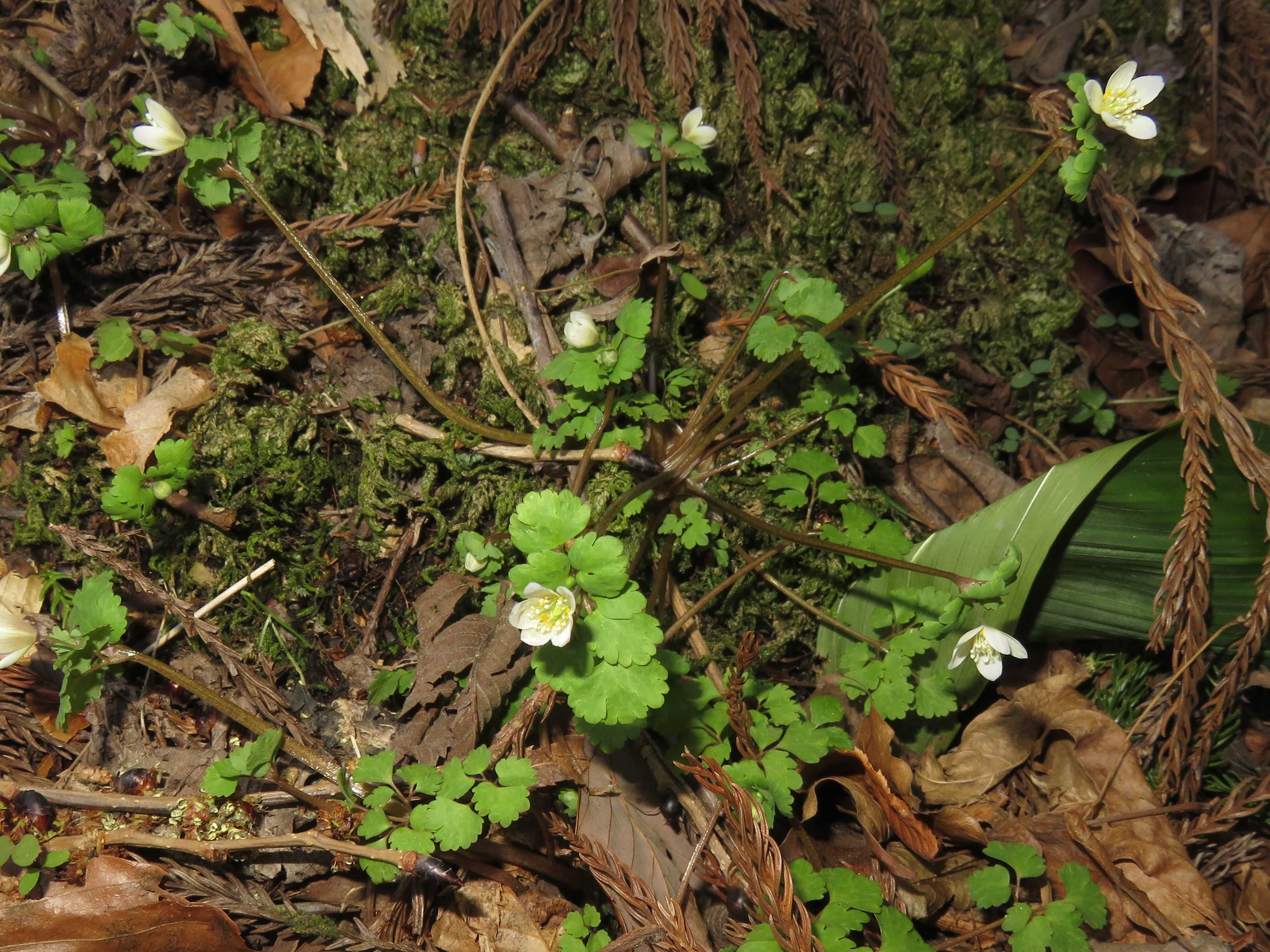
根出葉の葉柄基部は鞘状になって大きく広がる。
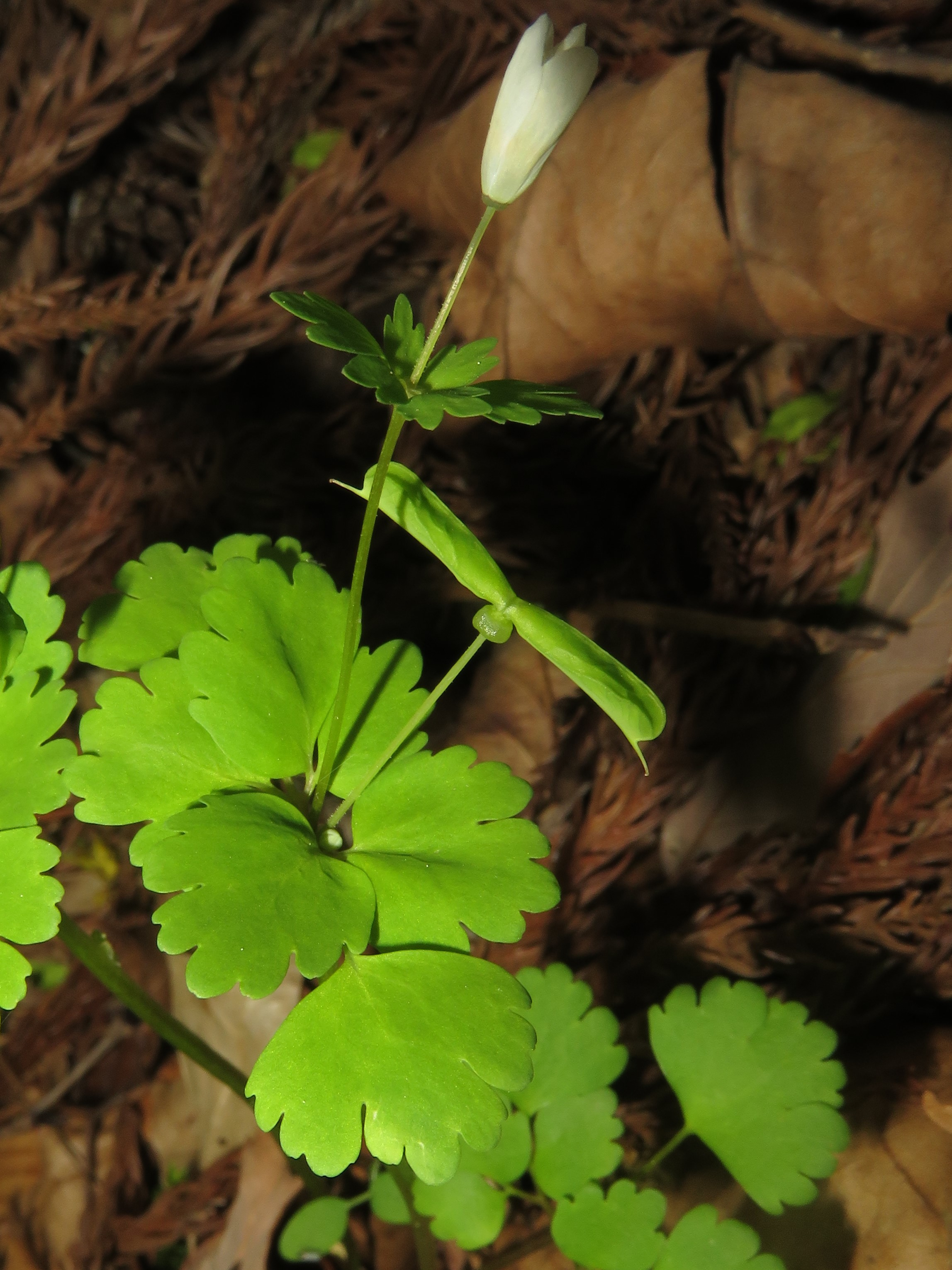
「鯖の尾」状の果実。

## 下位分類
- フクリンアズマシロカネソウ  Dichocarpum trachyspermum (Maxim.) W.T.Wang et P.K.Hsiao f. didymocalyx (H.Ohba) H.Ohba[9] - 9-10個の花弁状萼片が重弁状に配置された、トウゴクサバノオの品種[10][11]。

2000年に東京大学総合研究博物館教授の大場秀章によって、アズマシロカネソウの重弁品種として、学名：Dichocarpum nipponicum (Franch.) W.T.Wang et P.K.Hsiao f. didymocalyx H.Ohba と命名記載され、和名は「フクリンアズマシロカネソウ」とされた。その後2003年に、この重弁品種の基本種はアズマシロカネソウではなく、トウゴクサバノオであるとして現在の品種学名に訂正されたが、和名は「フクリントウゴクサバノオ」とは訂正されず、「フクリンアズマシロカネソウ」のままになった。そのためか、2016年に改訂版が出版された『改訂新版 日本の野生植物 2』において、アズマシロカネソウの「八重咲品種をフクリンアズマシロカネソウ f. didymocalyx H.Ohba という」と記載されている。

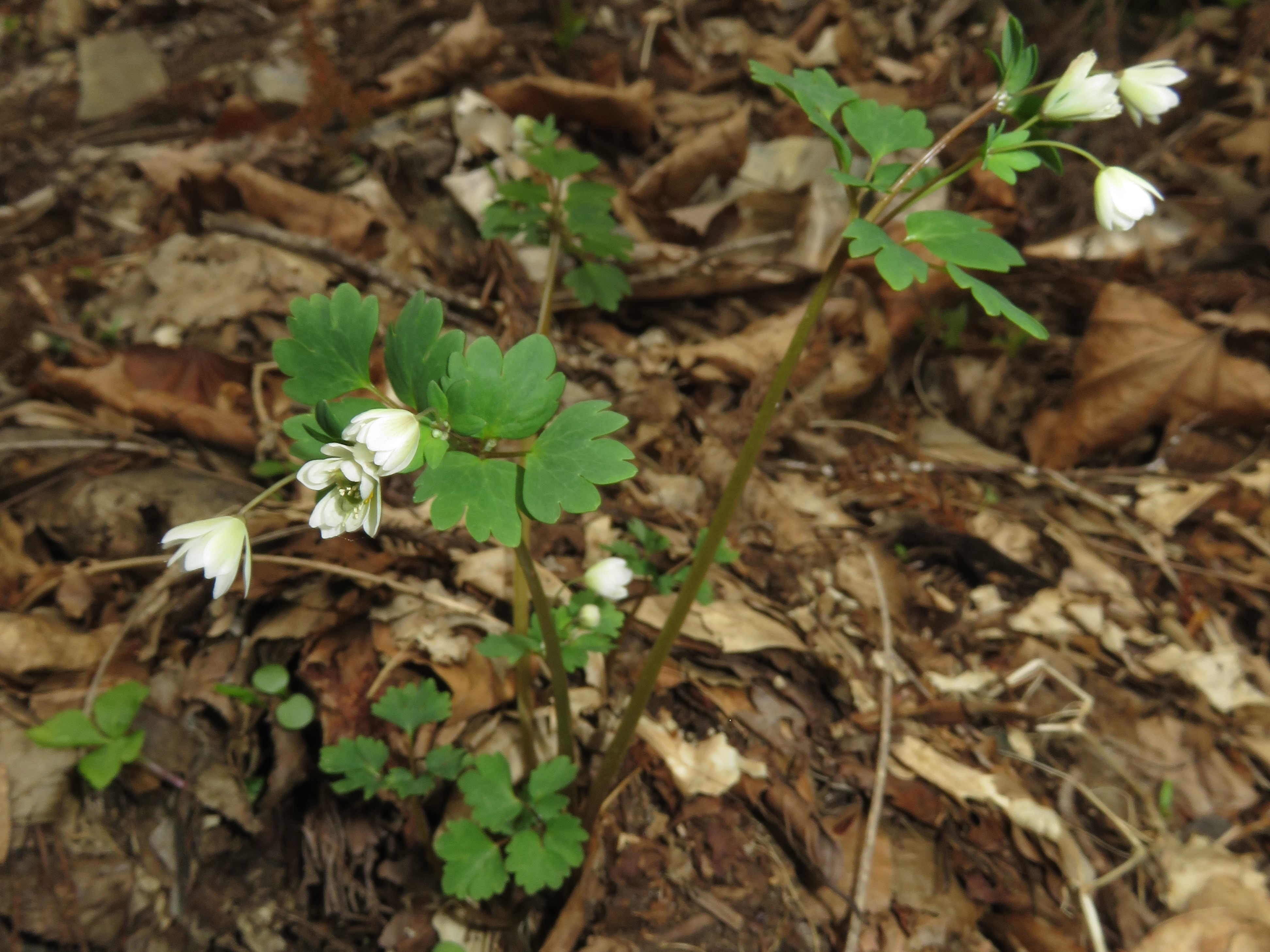
トウゴクサバノオの重弁品種「フクリンアズマシロカネソウ」。
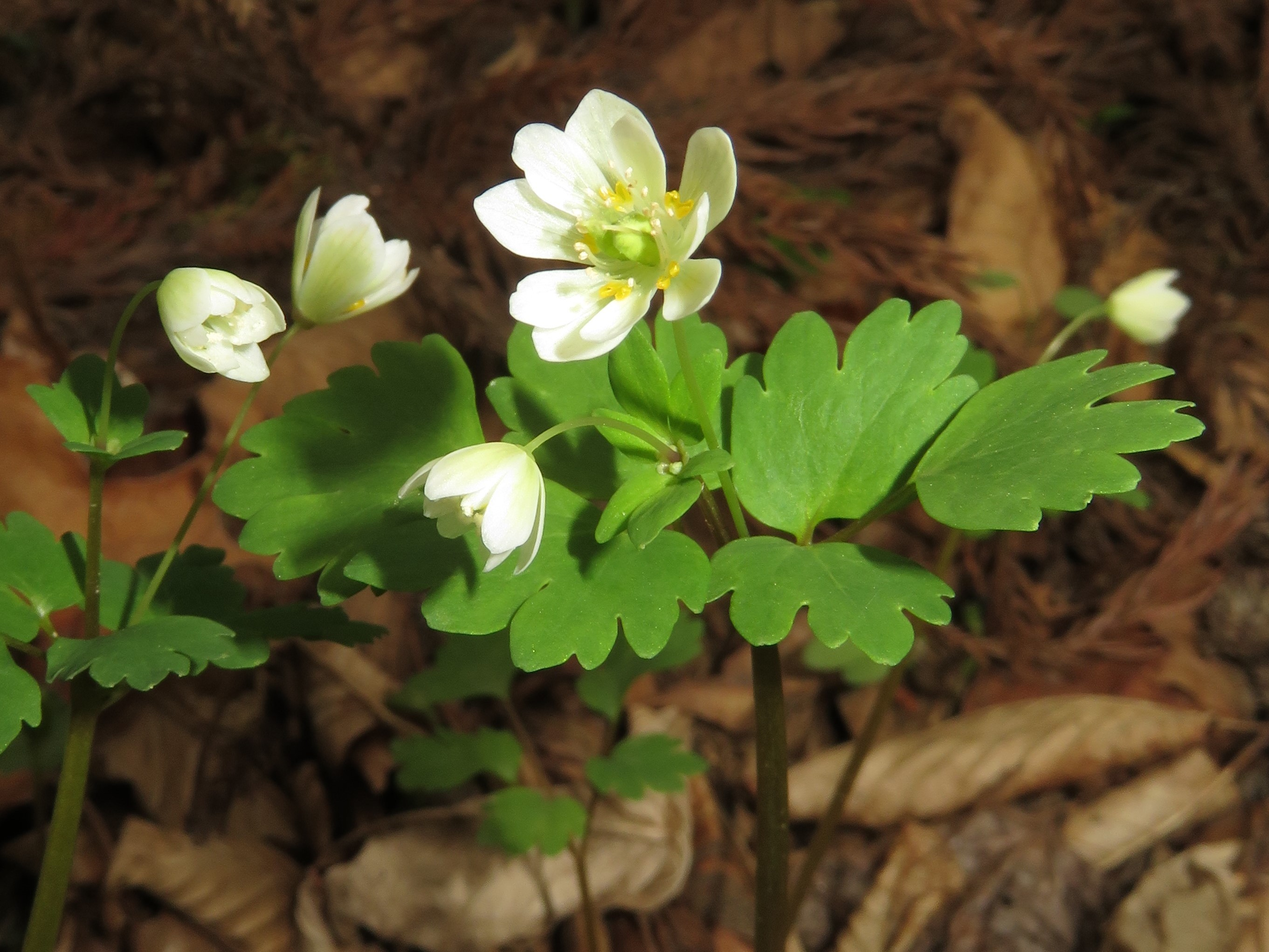
花弁状の萼片が10個あり、重弁状になっている。